# Josep Clols Vila
Josep Clols i Vila (Barcelona, 1891 - 1960) fou un dirigent esportiu català vinculat a la boxa.
Es va vincular de molt jove amb el món de la boxa com a dirigent i el 1912 ja va formar part de la Junta Directiva del Barcelona Boxing Club, un dels primers que va existir a Catalunya dedicat a les activitats pugilístiques. Anys després es va convertir en el president del Catalunya Athletic Club, una altra de les entitats pioneres de la boxa catalana i espanyola durant aquella època. Posteriorment també va col·laborar amb Ramon Larruy en la creació de la Federació Espanyola d'Esports de Defensa, que acollia la boxa, les lluites i l'esgrima, i la Federació Espanyola de Boxa, que havien nascut només separades per uns mesos el 1921. L'any 1923 quan es va crear la Federació Catalana de Boxa va ser elegit president, càrrec que ocupà fins al 1955. També va fer de jutge, va ser un dels responsables directes de l'edat d'or de la boxa catalana durant els anys vint i trenta, i en els anys quaranta i cinquanta també va ser membre de l'European Boxing Union (EBU). El 1945 rebé la medalla al mèrit esportiu i fou nomenat president honorari de la Federació Espanyola de Boxa. El 1953 la Federació Catalana de Boxa l'homenatjà pels seus anys de dedicació, promoció i difusió d'aquest esport. També va ser membre de la Confederació Esportiva de Catalunya.